# Canciones para después de una guerra
Canciones para después de una guerra («Cançons per a després d'una guerra») és un film documental espanyol, dirigit per Basilio Martín Patino, basat en l'Espanya de la postguerra. Per bé que fou realitzat l'any 1971 de forma clandestina, no va ser estrenat fins al 1976, poc després de la mort del dictador Francisco Franco.
El documental consisteix en una successió d'imatges d'arxiu, prèviament aprovades per la censura, sobre les quals se superposen diverses cançons de l'època (himnes de trinxera, coples, tangos...) a fi de donar-los un segon sentit, sovint satíric o sarcàstic. Constitueix, junt amb Caudillo (1974) i Queridísimos verdugos (1973), una important trilogia documental de les acaballes del franquisme.